# Noordzijde van de gemeenten Sappemeer en Hoogezand en verdere onderhoorigheden
Noordzijde van de gemeenten Sappemeer en Hoogezand en verdere onderhoorigheden is een voormalig waterschap in de Nederlandse provincie Groningen.
Het waterschap lag ten noorden van het oude Winschoterdiep (de Middenstraat) in Hoogezand-Sappemeer. De noordgrens werd gevormd door de gemeentegrens met Slochteren, de Siepsloot. De oostgrens was de Noordbroeksterstraat en het Noordbroeksterdiep. De westgrens lang zo'n 600 m ten oosten van de N387. Ten zuiden van het Abrahamsdiepje kwam de grens overeen met de Kerkstraat in Hoogezand.
Het waterschap is ontstaan als gevolg van het verhogen van het peil van het Winschoterdiep in 1780, waar de gronden voordien vrij op afwaterden. Vanaf dan loost het gebied zijn water via de Klievewijk op de Ruiten Æ aan de noordzijde van het waterschap. Hier bevond zich een klieve (spuisluis). De belangrijkste wateren van de polder waren: het Winkelhoeksterdiep (via de schutsluis het Winkelhoeksterverlaat verbonden met het Winschoterdiep), het Achterdiep, het Abrahamsdiepje en de Klievewijk.

## Noorderdiep
Toen in 1966 het reglement moest worden gewijzigd vanwege een aanpassing van de grens, besloot men tegelijk de naam van het schap te wijzigen in Noorderdiep. Drie jaar later ging het waterschap op in Duurswold. Waterstaatkundig gezien ligt het gebied sinds 2000 binnen dat van het waterschap Hunze en Aa's.